# Maria Cabral
Maria da Conceição Gomes Cabral (Lisboa, 24 de abril de 1941 — Lannemezan, Altos Pirenéus, 15 de janeiro de 2017) foi uma actriz portuguesa de cinema e teatro. É considerada a actriz-símbolo do Cinema Novo português. 

## Biografia
Nasceu em Lisboa, mas passou a infância e parte da adolescência em Luanda, antiga colónia portuguesa, onde o pai assegurava um posto de adido militar comercial. Estudou, graças a este, num colégio interno na África do Sul. De volta à capital, completou o curso de música no Conservatório Nacional de Lisboa e estudou filosofia na Universidade de Lisboa durante três anos. 

## Carreira

### Cinema
Foi modelo fotográfico e publicitário e apresentou diversos programas infantis na RTP, antes de fazer cinema.
Dos filmes, séries e curtas-metragens, portugueses e franceses, O Cerco, pelo qual recebeu os prémios da Secretaria de Estado da Informação e Turismo (SEIT), da Casa da Imprensa e da revista Plateia, para Melhor Actriz, é sem dúvida o mais emblemático.  É o filme símbolo do Cinema Novo. 
Sucesso de bilheteira e de estima em Paris como em Lisboa, foi seleccionado para o Festival de Cannes onde teria despertado o interesse de Jean-Luc Godard pela actriz. Foi a primeira portuguesa a fazer a capa da Elle francesa, em que ocupou oito páginas que atestavam a sua versatilidade. 
Maria Cabral é ainda a cara de outro filme-marco do anti-marcelismo, O Recado. Ajuda assim a criar o Cinema Novo que dela não se dissocia.Torna a colaborar com Cunha Telles em Vidas (1984) e a concentrar a emoção em Um Adeus Português. No Man's Land (1985) de Alain Tanner volta a revelar ao público parisiense a invulgar fotogenia da «luminosa» actriz portuguesa. 

### Teatro
Foi viver para Paris nos anos 70 com uma bolsa da Fundação Calouste Gulbenkian para estudar com Andréas Voutsinas, antigo professor do Actor's Studio, recomendada por Peter Brook. 
Passaria a residir nesta capital onde participou, entre outras experiências teatrais mais convencionais, entre elas, Les Comptoirs de la baie d'Hudson, de Jacques Guimet, que inaugurou o Nouveau Carré de Silvia Monfort em 1974). Nas longas performances de Bob Wilson, trabalhando com os discípulos franceses e portugueses deste encenador (Serge Ducher, Miguel Yeco). Formou-se ainda (1978-1979) no teatro Nhô e Kabuki com Shiro Daimon que acompanhou em tournée (festival de Zurique). 

## Vida Privada
Foi casada (1964-1975) com o historiador oxoniano, e colunista político, Vasco Pulido Valente, com quem teve uma filha, a crítica literária sorboniana Patrícia Cabral. 

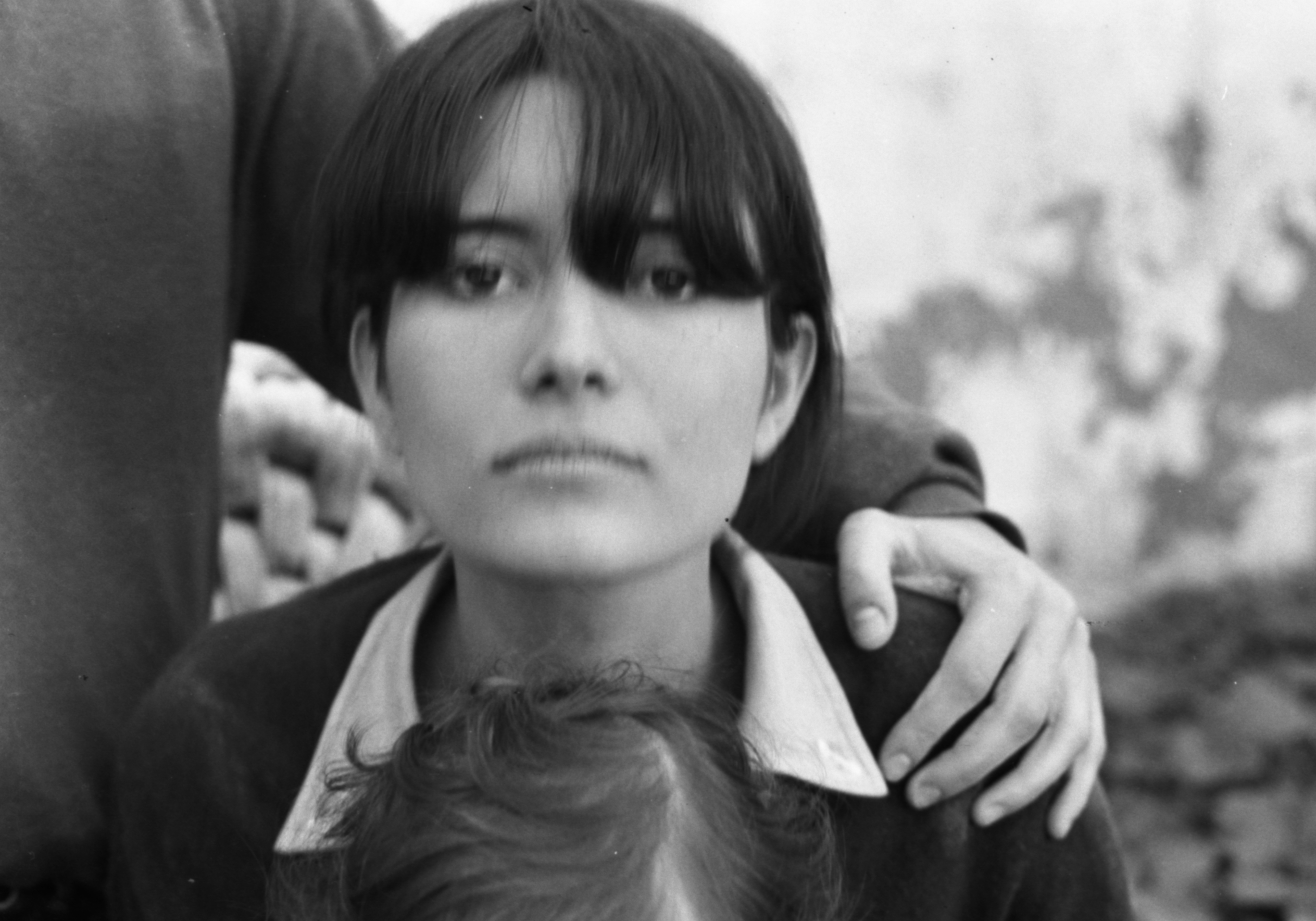
Por João Cutileiro (1966)

Em França, nasceu um segundo filho, natural, Matias Gomes Cabral (Paris, 5 de junho de 1980).
Converteu-se ao Budismo Tibetano nos anos 70. Durante um retiro budista instalou-se, perto do último companheiro, nos Altos Pirenéus, e definitivamente depois da exigente experiência de Um Adeus Português. Viveu rodeada de livros e de música, que tocava em vários instrumentos e apreciava com ouvido absoluto. 
Morreu perto de Tarbes, em Lannemezan, localidade de que não gostava particularmente, dos efeitos colaterais de uma longa doença a que resistiu com estoicismo.  Adorava a liberdade e a espiritualidade das altas regiões montanhosas em que residia. Saía muitas vezes em randonnée.

## Filmografia
A sua filmografia é composta por: 

##### Filmes
- O Cerco, de António da Cunha Teles (1970)
- O Recado, de José Fonseca e Costa (1971)
- Vidas, de António da Cunha Telles(1984) [14]
- No Man's Land, de Alain Tanner (1985) [15]
- Um Adeus Português, de João Botelho (1986)

##### Séries
- L'Autre Côté  (1978-79)
- O Foguete (1983)